# Škoda 10T
Škoda 10T (торгова назва Elektra) — тип трисекційного, частково низькопідлогового трамвая, що випускався у 2001–2009 рр. на заводі Škoda Transportation. 
10Т є конструктивним розвитком трамвая 03Т .

## Дизайн
10Т — двонаправлений чотиривісний, моторизований, трисекційний зчленований частково низькопідлоговий трамвайний вагон. 
З обох боків кузова розташовані три двері (дві двостулкових, одна одностулкова).
Двосторонній трамвай 10T конструктивно є похідним від одностороннього трамвая 03T, який використовується в кількох чеських містах. 
Середня секція є низькопідлоговою (350 мм над головкою рейки) і підвішена між зовнішніми секціями. Вони встановлені на двовісних візках, тому підлога знаходиться на висоті 780 мм над головкою рейки. 
Середня низькопідлогова ділянка становить 50% довжини трамвая. 
Кабіни водія та пасажирський салон обладнані кондиціонерами. 
Автомати з продажу квитків також встановлені в трамваях Портленду. 
Електрообладнання надала австрійська компанія Elin.

## Постачання
| Держава             | Місто               | Тип                 | Роки поставок       | Кіл-сть | Номери вагонів | Примітки                                    |       |
| ------------------- | ------------------- | ------------------- | ------------------- | ------- | -------------- | ------------------------------------------- | ----- |
| США                 | Портленд            | 10T0                | 2001                | 5       | 001–005        |                                             | [ 1 ] |
| США                 | Портленд            | 10T2                | 2002                | 2       | 006, 007       |                                             | [ 1 ] |
| США                 | Портленд            | 10T3                | 2009                | 1       | 015            | виготовлений у співпраці з United Streetcar | [ 1 ] |
| США                 | Такома              | 10T1                | 2002                | 3       | 1001–1003      |                                             | [ 1 ] |
| Загальна кількість: | Загальна кількість: | Загальна кількість: | Загальна кількість: | 11      |                |                                             |       |

## Експлуатація
У 2001–2002 роках випущено 10 трамваїв. 
Усі вони виготовлені на заводі Škoda в Плзені та транспортовані морем до Сполучених Штатів. 
Один трамвай випробуваний у березні 2001 року на коліях Плзена під номером 111 
.
У 2006 році ліцензію на виробництво трамвая 10T отримала компанія «Oregon Iron Works» (OIW) з передмістя Портленда. 
Проектну документацію надали безкоштовно за умови використання в ліцензованих трамваях оригінальної системи приводу, електрообладнання та інших частин. 
Порівняно з попередніми трамваями 10Т, зовнішній вигляд торцевих стінок був змінений. 
Розроблений прототип , позначений як тип 10T3 і отримав номер 015, транспортований з OIW до Портленда 1 липня 2009 року. 
У середині серпня 2009 року трамвай пройшов випробування без пасажирів 
. 
Привід Škoda, встановлений у прототипі, вийшов з ладу, і його довелося зняти 
. 
Постачальником нового приводу був завод Rockwell Automation, а випробування мали розпочатися в липні 2011 року. 

Сам трамвай надійшов в експлуатацію лише у вересні 2012 року 
.
Також планувалося виготовити серію 10T4, яка передбачалася. для міст зі спекотним кліматом. 
Такі трамваї мали бути оснащені потужнішим кондиціонером, склом із відбиваючим шаром та товстішим ізоляційним шаром 
.
«United Streetcar», дочірня компанія OIW, виробляла інші вагони за ліцензією від Škoda. 
Вони вже отримали електрообладнання Rockwell і позначення типу USC 100 
. 
Шість трамваїв USC 100 (2013–2014) 

доставлено до Портленда, вісім трамваїв USC 200 (відрізняються передусім покращеним кондиціонуванням повітря; 2013–2014) до Тусона та три трамваї USC 100 (2014) до Вашингтона.